# William John Duane
Pour les articles homonymes, voir Duane.
William John Duane, né le 9 mai 1780 à Clonmel en Irlande, et mort le 27 septembre 1865 à Philadelphie en Pennsylvanie, un homme politique et un avocat américain.
Il brièvement le poste de secrétaire au Trésor des États-Unis en 1833. Son refus de retirer les dépôts fédéraux de la Second Bank of the United States lui vaut d'être démis de ses fonctions par le président Andrew Jackson.

## Biographie

### Jeunesse
William John Duane naît le 9 mai 1780 à Clonmel, dans le comté de Tipperary, en Irlande. Il émigre aux États-Unis avec ses parents, William Duane et Catherine Corcoran, en 1796, et s'installe à Philadelphie. 
En Irlande, son père avait fait son apprentissage dans un journal local, le Hibernian Advertiser, qui soutenait le mouvement des volontaires pour la réforme et célébrait la lutte des Américains pour l'indépendance. Duane senior a ensuite produit son propre journal au Bengale, administré par la Compagnie des Indes orientales, jusqu'à ce qu'il soit expulsé sur ordre du gouverneur général. À Londres, il a édité The Telegraph en tant que membre actif de la fédération des clubs démocratiques de la ville, la London Corresponding Society, et en tant qu'Irlandais uni.
À Philadelphie, William John Duane aide son père à publier l'Aurora, un journal pro-Jeffersonien de Philadelphie, jusqu'en 1806. Il devient un avocat influent et siège à plusieurs reprises à l'Assemblée générale de Pennsylvaniedevenant ainsi l'un des hommes politiques les plus puissants de Pennsylvanie à l'époque.

### Mariage
Il épouse le 31 décembre 1805 à Philadelphie, Pennsylvanie, avec Deborah Franklin Bache, née le 1er octobre 1781 à Philadelphie et morte le 12 février 1863 à Philadelphie. Son beau-père est Richard Bache père, souscripteur d'assurances maritimes et importateur à Philadelphie. Bache a été ministre des Postes des États-Unis de 1776 à 1782. Sa belle-mère est Sarah Franklin Bache, fille de Benjamin Franklin.

### Soutien à Andrew Jackson
William John Duane soutient la candidature de Jackson à la présidence en 1824 et 1828. Il refuse d'être nommé directeur de la Second Bank of the United States et procureur des États-Unis.

### Secrétaire du Trésor
En 1833, en pleine guerre des banques, le président Andrew Jackson tente de retirer les dépôts fédéraux de la Second Bank of the United States, dont les fonctions de prêt d'argent sont reprises par les légions de banques locales et d'État qui se matérialisent à travers l'Amérique, augmentant ainsi considérablement le crédit et la spéculation. Les mesures prises par Jackson sont très controversées. Il révoque son secrétaire du Trésor Louis McLane, modérément favorable à la Banque, et lui confie le poste de secrétaire d'État, en remplacement d'Edward Livingston. Le 29 mai, il remplace Louis McLane par William John Duane. Cependant, Duane refuse également de retirer les dépôts. En conséquence, Jackson le licencie en septembre. Il le remplace par le procureur général Roger B. Taney, un fervent opposant à la Banque. Sous Taney, les dépôts commencent à être supprimés.
Duane défend sa propre position dans son livre Narrative and Correspondence Concerning the Removal of the Deposites, and Occurrences Connected Therewith, publié en 1838.
Le biographe de Jackson, James Parton (en), ne tarit pas d'éloges sur Duane. Il loue le secrétaire au Trésor pour avoir refusé de céder à un poste qu'il ne pouvait en toute conscience accepter, préservant ainsi son intégrité et son honneur. « En ne cédant pas, il a fait preuve d'un véritable héroïsme moral », affirme Parton. Plus tard, Robert V. Remini, biographe de Jackson, traite Duane beaucoup moins favorablement. Il reproche à la fois à Jackson et à Duane les troubles qui ont caractérisé la brève période de fonction de Duane. Il reproche à Jackson de ne pas avoir suffisamment évalué Duane avant de le nommer, d'avoir permis aux membres de son administration de le maltraiter lors de sa prise de fonction et d'avoir renvoyé Duane. Il poursuit :
« But Duane is not without fault. When all is said and done, he placed his own judgment above that of the President. All because of wounded pride, he challenged not only Jackson's policy but his authority to make that policy. He was a small-minded, inconsequential bureaucrat, and he deserved to be sacked. »
« Mais Duane n'est pas exempt de tout reproche. En fin de compte, il a placé son propre jugement au-dessus de celui du président. Par orgueil blessé, il a remis en cause non seulement la politique de Jackson, mais aussi l'autorité de ce dernier en la matière. C'était un bureaucrate étroit d'esprit et sans importance, qui méritait d'être renvoyé. »
Il meurt le 27 septembre 1865 à Philadelphie et est inhumé au cimetière de Laurel Hill.